# Alpine Flight Service
Alpine Flightservice, kurz AFS, ist eine österreichische Charterfluggesellschaft mit Sitz in Dornbirn und Heimatbasis auf den Flugplatz St. Gallen-Altenrhein. Seit 1. Juli 2015 hält das Unternehmen eine Betriebsgenehmigung für die Beförderung von Fluggästen.

## Dienstleistungen
Hauptgeschäftsfeld ist das Management von Privatjets und der Flugzeugcharter sowie der Handel mit Flugzeugen.

## Geschichte
Die Muttergesellschaft wurde im Jahr 2008 in der Schweiz gegründet und betrieb im Werksverkehr eine Piper Cheyenne II. Im Jahr 2014 wurde mit der Cessna 560 XL Citation Excel das erste Flugzeug gewerblich betrieben (Bild in der Infobox). Hierzu wurde die Firma Hawei Air gekauft, welche zu diesem Zeitpunkte eine Cessna 340 gewerblich betrieb. Die Firmenstruktur und die Operation Manuals wurden für den Betrieb des Jets angepasst. Im Jahr 2017 verließ die Citation Excel das AOC und es wurde dafür eine Gulfstream G280 aufgenommen. Im November 2020 gesellte sich eine Cessna Citation M2 dazu.

## Flotte
Alpine Flightservice betreibt eine Gulfstream G280 (OE-HWM) und eine Cessna Citation M2.